# Scionella japonica
Scionella japonica är en ringmaskart som beskrevs av Moore 1903. Scionella japonica ingår i släktet Scionella och familjen Terebellidae. Inga underarter finns listade i Catalogue of Life.